# Голлі Філліпс
Голлі Філліпс (англ. Holly Phillips; нар. 25 грудня 1969, Нельсон, Британська Колумбія) — канадська письменниця, авторка наукової фантастики та фентезі.

## Біографія
Голлі Філліпс народилася 25 грудня 1969 року в місті Нельсон, Британська Колумбія. Вона виросла в Трейлі та інших невеликих містечках Британської Колумбії. Навчалася в Університеті Саймона Фрейзера в Бернабі, але захворіла на фіброміалгію і не закінчила навчання. Переїхавши до Трейла у 1994 році, вона відвідувала творчі заняття з письменництва у місцевому мистецькому колективі. Її ранні оповідання здебільшого з'являлися в малотиражних журналах. Її перше оповідання було опубліковане у 2000 році в журналі «On Spec», членом редакційної колегії якого вона була протягом чотирьох років, починаючи з 2001 року. Її роботи, що часто балансують на межі між науковою фантастикою та фентезі, як правило, зосереджуються на головних героях у неоднозначних ситуаціях, які можна пояснити або зрозуміти різними, часто взаємно несумісними способами. Окрім письменницької діяльності, вона є учасницею кельтського фольклорного музичного тріо Pickled Thistle.

## Нагороди
Оповідання Філліпс «У палаці спокою» та «Інша благодать» стали фіналістами премії Міжнародної гільдії жахів 2004 року та Всесвітньої премії фентезі за найкращий твір короткої форми 2006 року відповідно. Її збірка «У палаці спокою» отримала премію Сонячний спалах 2006 року та стала фіналістом Всесвітньої премії фентезі та премії Крофорд 2006 року.

### Романи
- «Дівчина, що горить» (англ. «The Burning Girl»; 2006)
- «Дитя двигуна» (англ. «The Engine's Child»; 2008)

### Збірки
- «У палаці спокою» (англ. «In the Palace of Repose»; 2005)
- «На межі пробудження» (англ. «At the Edge of Waking»; 2012)

### Антології
- «Одинадцять тессерактів: Дивовижна канадська наукова фантастика» (англ. «Tesseracts Eleven: Amazing Canadian Science Fiction»; 2007) разом з Корі Доктороу

### Короткі оповідання
- «Колишніх в'язнів не буває» (англ. «No Such Thing As an Ex-Con»; 2000)
- «Адаптація до глибин» (англ. «Adapting for the Deep»; 2001)
- «Останній» (англ. «Last One»; 2001)
- «Миттєвий засіб» (англ. «An Instant Remedy»; 2002)
- «Нова екологія» (англ. «The New Ecology»; 2002)
- «Сезон її повернення» (англ. «The Season of Her Return»; 2002)
- «Вся кімната у світі» (англ. «All the Room in the World»; 2002)
- «Алхімія» (англ. «Alchemy»; 2003)
- «Брама між надією і славою» (англ. «The Gate Between Hope and Glory»; 2003)
- «Жебрак у тіні» (англ. «A Beggar in Shadow»; 2004)
- «Мертвий хлопчик» (англ. «The Dead Boy»; 2004)
- «У палаці спокою» (англ. «In the Palace of Repose»; 2004)
- «У тіні твоєї голови» (англ. «In the Shadow of Your Head»; 2004)
- «Удача богів» (англ. «Luck of the Gods»; 2004)
- «Кістки жінки» (англ. «A Woman's Bones»; 2005)
- «При світлі завтрашнього сонця» (англ. «By the Light of Tomorrow's Sun»; 2005)
- «Один з голодних» (англ. «One of the Hungry Ones»; 2005)
- «Ручка та чорнило» (англ. «Pen & Ink»; 2005)
- «Інша благодать» (англ. «The Other Grace»; 2005)
- «Варіації на тему» (англ. «Variations on a Theme»; 2005)
- «Дівчина з Лох-Ройялу» (англ. «The Lass of Loch Royal»; 2005)
- «Літній лід» (англ. «Summer Ice»; 2005)
- «Діва пісків» (англ. «Virgin of the Sands»; 2006)
- «полотно, дзеркало, скло» (англ. «canvas, mirror, glass»; 2006)
- «Джин» (англ. «Gin»; 2006)
- «Королева королівства метеликів» (англ. «Queen of the Butterfly Kingdom»; 2007)
- «Оракул заговорив» (англ. «The Oracle Spoke»; 2007)
- «Три дні дощу» (англ. «Three Days of Rain»; 2007)
- «Брат Місяця» (англ. «Brother of the Moon»; 2007)
- «Полевий час» (англ. «Field Time»; 2007)
- «Минуле ніколи не вмирає» (англ. «The Past Never Dies»; 2007)
- «Доведення правила» (англ. «Proving the Rule»; 2008)
- «Маленькі двері» (англ. «The Small Door»; 2008)
- «Довге, холодне прощання» (англ. «The Long, Cold Goodbye»; 2009)
- «Крадії тиші» (англ. «Thieves of Silence»; 2009)
- «Виживання в холодній воді» (англ. «Cold Water Survival»; 2009)
- «Останній напій „Пташина голова“» (англ. «Last Drink Bird Head»; 2009)
- «Сини сільських матерів» (англ. «Country Mothers' Sons»; 2010)
- «Спасіння» (англ. «The Rescue»; 2010)
- «Касл-Рок» (англ. «Castle Rock»; 2012)

### Лірика
- «Незабаром» (англ. «Soon Enough»; 2003)
- «Сестра Пітьма» (англ. «Sister Dark»; 2005)
- «Сестра Світло» (англ. «Sister Light»; 2005)
- «Сірий листопад» (англ. «Grey November»; 2006)
- «Дощ» (англ. «Rain»; 2006)

### Статті
- «О муза вогненна…» (англ. «O for a muse of fire...»; 2002)
- «Редакція: Те, що треба» (англ. «Editorial: That Kind of Thing»; 2002)